# Líjar
Líjar ist ein Ort und eine spanische Gemeinde in der Comarca Valle del Almanzora der Provinz Almería in der Autonomen Gemeinschaft Andalusien. Die Bevölkerung von Líjar bestand im Jahr 2024 aus 393 Einwohnern.

## Geografie
Líjar liegt im Landesinneren der Provinz Almería in einer Höhe von ca. 610 m. Die Provinzhauptstadt Almería liegt in etwa 45 Kilometer südsüdöstlicher Entfernung.

## Bevölkerungsentwicklung
| Jahr      | 1970 | 1981 | 1991 | 2001 | 2011 | 2021 |
| Einwohner | 795  | 561  | 535  | 519  | 478  | 398  |

## Sehenswürdigkeiten
- Burganlage